# Neoproutista pseudoalbicosta
Neoproutista pseudoalbicosta är en insektsart som först beskrevs av Frederick Arthur Godfrey Muir 1915.  Neoproutista pseudoalbicosta ingår i släktet Neoproutista och familjen Derbidae. Inga underarter finns listade i Catalogue of Life.